# 草湖 (雲林縣崙背鄉)
23°47′54.5″N 120°20′01.7″E / 23.798472°N 120.333806°E
草湖，是台灣雲林縣崙背鄉的一個傳統地域名稱，位於該鄉北部。相較於今日行政區，其範圍大致為草湖村不含東部、西北部及西南部。

## 歷史
台灣清治末期至日治初期，草湖地區為一街庄，稱為「草湖庄」，隸屬於布嶼堡。該庄北隔濁水溪與下山腳庄、潭墘庄為界，東及南與舊庄為鄰，西邊為貓兒干庄。
1901年（日治明治三十四年）11月，全台廢縣廳改設二十廳，該庄隸屬於斗六廳。1903年（明治三十六年）6月，該庄編入「崙背區」，隸屬於斗六廳。1909年（明治四十二年）10月，合併二十廳為十二廳，崙背區改隸屬於嘉義廳。1920年（大正九年），全台地方制度大改正，廢十二廳改設五州二廳，該庄改制為「草湖」大字，隸屬於臺南州虎尾郡崙背庄。
戰後崙背庄改制為崙背鄉，隸屬於臺南縣，大字亦改制為村。1946年8月25日，崙背、麥寮分治，本地區仍隸屬於崙背鄉。1950年10月，雲、嘉、南分治，崙背鄉改隸屬於雲林縣。

## 聚落
本地區發展較早的聚落為草湖，在日治期初期的官方地圖上已有記載。此外，本地區尚有田底仔聚落。

## 交通
縣道154號（豐榮路、下街）是麥寮六輕廠至林內的道路，也是雲林縣最北側的橫貫縣道，大致以西北西—東南東走向經過本地區南部邊界外不遠處的舊庄地區西南部。由該道路向西北西可前往麥寮的六輕廠；向東南東轉東可前往二崙中北部、西螺、莿桐中北部、林內等地。
鄉道雲10線是豐榮（貓兒干）至山仔門的道路，大致以西南微西—東北微東走向由本地區西部邊界中央偏南側入境後，至草湖聚落經鄉道雲13線起點路口轉北北東，其後繞彎道轉東再繞彎道轉東北，至三叉路口轉東南東以至出境。由該道路向西南微西可前往貓兒干並止於縣道154號路口；向東南東轉東可前往舊庄中部、大庄西南部、番社北部並止於該地區東側邊界處的省道台19線、縣道154號共線北側端點路口（油車地區山仔門聚落西南郊）。
鄉道雲13線是草湖至鹽園的道路，其北側端點（起點）位於草湖聚落西南部的鄉道雲10線轉角路口。由此向南南西出聚落後續直行以至於本地區南部邊界出境，經縣道154號路口後可前往舊庄、五塊厝東部、阿勸地區東部略偏南並止於鄉道雲16線路口（鹽園聚落南微西郊，較接近中厝聚落）。

## 學校
- 中和國小